# هنري سوتون
هنري سوتون (بالإنجليزية: Henry Sutton)‏ هو مخترِع أسترالي، ولد في 4 سبتمبر 1855 في بالارات في أستراليا، وتوفي في 28 يوليو 1912 في Malvern, Victoria ‏ في أستراليا.